# Ű

Ilustrace

Ű (minuskule ű) je písmeno latinky, které se používá v maďarštině. Bylo zavedeno v 19. století spolu s písmenem ő. Je to jedno ze tří písmen latinky, která mají dvě čárky (vedle ő a a̋).

## Maďarština
V maďarštině je toto písmeno ekvivalentní dlouhé variantě písmene ü.